# Mr. Brightside
Mr. Brightside este primul single al formației The Killers, extras de pe primul lor album, Hot Fuss. Prima ediție a single-ului a fost lansată pe 29 septembrie 2003 în Marea Britanie. Pe 24 mai 2004, single-ul a fost lansat în SUA și relansat în Marea Britanie, iar pe 6 decembrie a fost lansat și în Australia. A atins locul 10 atât în topul britanic cât și în cel american și a fost nominalizat la premiile Grammy (în 2006), pentru cea mai bună performanță pop, dar a pierdut în favoarea melodiei „This Love”, a celor de la Maroon 5. Versurile piesei sunt considerate ca fiind foarte similare cu cele ale melodiei „Queen Bitch” a lui David Bowie.
Melodia se poate auzi în filmul din 2006 The Holiday, regizat de Nancy Meyers; la un moment dat, Amanda, personajul lui Cameron Diaz dansează pe melodie în prima ei noapte petrecută în Marea Britanie. Ea a mai fost folosită și pentru promovarea filmului One Hour Photo al lui Robin Williams, într-una din emisiunile lui Jamie Oliver și în diverse reclame de televiziune. Versiunea remixată de Jacques Lu Cont se află pe coloana sonoră a filmului german Keinohrhasen.
The Killers apar interpretând acest cântec în serialul pentru adolescenți The O.C., în episodul The New Era, alături de „Smile Like You Mean It” și de „Everything Will Be Alright”.
Paul Anka a realizat un cover după melodie și l-a inclus pe albumul său din 2007, Classic Songs, My Way. Trupa britanică de pop rock McFly a făcut de asemenea un cover după melodie, pe care l-a inclus ca B-side pe un single din 2005, „I Wanna Hold You”. Multe alte formații și mulți artiști, precum Fall Out Boy, Chris Martin și Amy MacDonald au interpretat melodia în propriile concerte.

## Lista melodiilor

Coperta single-ului relansat „Mr. Brightside”, CD 2

### Ediția britanică originală, varianta CD
1. „Mr. Brightside” (Flowers, Keuning)
2. „Smile Like You Mean It”
3. „On Top”
4. „Who Let You Go?”

### Ediția britanică originală, varianta 7"
1. „Mr. Brightside (A)”
2. „Smile Like You Mean It (B)”

Ediție limitată la 500 de copii

### Ediția americană promoțională
1. „Mr. Brightside (single version)”

### Ediția relansată britanică
CD 1
1. „Mr. Brightside (radio edit)”
2. „Change Your Mind”

CD 2
1. „Mr. Brightside (Album Version)”
2. „Somebody Told Me (Insider Remix)”
3. „Midnight Show (SBN Live Session)”
4. „Mr. Brightside (Enhanced Video Section)”

Red 7"
1. „Mr. Brightside”
2. „Who Let You Go?”

### Ediția australiană limitată
1. „Mr. Brightside”
2. „Somebody Told Me (Josh Harris Remix)”
3. „Who Let You Go?”
4. „Mr. Brightside video”

### Single european 2005
1. „Mr. Brightside”
2. „Somebody Told Me (Insider Remix)”

### Maxi single european 2005
1. „Mr. Brightside”
2. „Somebody Told Me (Insider Remix)”

Jacques Lu Cont's Thin White Duke Mix

3. „Mr. Brightside (Jacques Lu Cont's Thin White Duke Mix)”
4. „Mr. Brightside (Original Version Video)”

### Varianta americană 12"
1. „Mr. Brightside (Jacques Lu Cont's Thin White Duke Remix)”
2. „Mr. Brightside (The Lindbergh Palace club Remix)”
3. „Mr. Brightside (Jacques Lu Cont's Thin White Duke Dub)”
4. „Mr. Brightside (The Lindbergh Palace Radio Remix)”
5. „Mr. Brightside (The Lindbergh Palace Dub)”

## Despre videoclipuri
„Mr. Brightside” beneficiază de trei videoclipuri. Primul dintre ele a fost cel lansat în septembrie, și este un videoclip filmat în alb și negru, care prezintă trupa interpretând cântecul; din când în când apar cadre cu o femeie.
Al doilea videoclip este filmat într-o clădire asemănătoare cu un bordel sau un cabaret extravagant. Trupa este arătată și aici interpretând cântecul, dar un accent mai mare este pus pe bizarul triunghi amoros în care sunt implicați personajul lui Brandon Flowers, o dansatoare sau prostituată (nu se știe exact), interpretată de Izabella Miko și un bărbat bogat interpretat de Eric Roberts. Acest al doilea videoclip a fost regizat de Sophie Muller.
Al treilea videoclip al piesei a fost făcut în colaborare cu MTV2 și NCSoft, folosind grafica din MMORPG-ul celor de la NCSoft, Lineage 2. În prezent este folosit de NCSoft pentru a promova Lineage 2.

## Poziții în topuri
- 3 (US Modern Rock)
- 10 (Billboard Hot 100)
- 10 (UK Singles Chart)
- 40 (Italia)